# Jared Palmer
Jared Palmer (New York, 2 juli 1971) is een Amerikaans voormalig tennisspeler die tussen 1991 en 2005 als prof uitkwam op de ATP-tour.

## Loopbaan
Palmer was vooral in het dubbelspel succesvol met achtentwintig ATP-toernooizeges, waaronder de Australian Open en Wimbledon, en de nummer 1-positie op de dubbelspelranking. In het enkelspel wist Palmer één ATP-titel op zijn naam te schrijven door het toernooi van Pinehurst in 1994 te winnen.
Palmer speelde voor zijn profcarrière college-tennis in de Verenigde Staten voor de Stanford-universiteit.

## Palmares
| Legenda                       | Legenda               |
| ----------------------------- | --------------------- |
| Grand Slam                    |                       |
| Olympische Spelen             |                       |
| tot 2009                      | vanaf 2009            |
| Tennis Masters Cup            | ATP Finals            |
| ATP Masters Series            | ATP Tour Masters 1000 |
| ATP International Series Gold | ATP Tour 500          |
| ATP International Series      | ATP Tour 250          |

### Enkelspel
| Nr.              | Datum          | Toernooi      | Ondergrond | Tegenstander in finale | Score       | Details |
| ---------------- | -------------- | ------------- | ---------- | ---------------------- | ----------- | ------- |
| Gewonnen finales |                |               |            |                        |             |         |
| 1.               | 8 mei 1994     | ATP Pinehurst | Gravel     | Todd Martin            | 6-4, 7-6(5) | Details |
| Verloren finales |                |               |            |                        |             |         |
| 1.               | 9 oktober 1994 | ATP Toulouse  | Hardcourt  | Magnus Larsson         | 1-6, 3-6    | Details |

### Dubbelspel
| Nr.                           | Datum            | Toernooi           | Ondergrond    | Partner         | Tegenstanders in finale              | Score                     | Details |
| ----------------------------- | ---------------- | ------------------ | ------------- | --------------- | ------------------------------------ | ------------------------- | ------- |
| Gewonnen finales heren dubbel |                  |                    |               |                 |                                      |                           |         |
| 1.                            | 6 januari 1992   | ATP Wellington     | Hardcourt     | Jonathan Stark  | Michiel Schapers Daniel Vacek        | 6–3, 6–3                  | Details |
| 2.                            | 20 juli 1992     | ATP Washington     | Hardcourt     | Bret Garnett    | Ken Flach Todd Witsken               | 6–2, 6–3                  | Details |
| 3.                            | 16 januari 1994  | ATP Auckland       | Hardcourt     | Patrick McEnroe | Grant Connell Patrick Galbraith      | 6–2, 4–6, 6–4             | Details |
| 4.                            | 6 februari 1994  | ATP San Jose       | Hardcourt (i) | Rick Leach      | Byron Black Jonathan Stark           | 4–6, 6–4, 6–4             | Details |
| 5.                            | 1 mei 1994       | ATP Atlanta        | Gravel        | Richey Reneberg | Francisco Montana Jim Pugh           | 4–6, 7–6, 6–4             | Details |
| 6.                            | 2 oktober 1994   | ATP Bazel          | Hardcourt (i) | Patrick McEnroe | Lan Bale John-Laffnie de Jager       | 6–3, 7–6                  | Details |
| 7.                            | 28 januari 1995  | Australian Open    | Hardcourt     | Richey Reneberg | Mark Knowles Daniel Nestor           | 6–3, 3–6, 6–3, 6–2        | Details |
| 8.                            | 19 februari 1995 | ATP Memphis        | Hardcourt (i) | Richey Reneberg | Tommy Ho Brett Steven                | 4–6, 7–6, 6–1             | Details |
| 9.                            | 15 oktober 1995  | ATP Tel Aviv       | Hardcourt     | Jim Grabb       | Kent Kinnear David Wheaton           | 6–4, 7–5                  | Details |
| 10.                           | 12 november 1995 | ATP Moskou         | Tapijt (i)    | Byron Black     | Tommy Ho Brett Steven                | 6–4, 3–6, 6–3             | Details |
| 11.                           | 15 november 1995 | ATP Moskou         | Tapijt (i)    | Jeff Tarango    | Jevgeni Kafelnikov Daniel Vacek      | 6–4, 6–7, 6–2             | Details |
| 12.                           | 10 januari 1999  | ATP Doha           | Hardcourt     | Alex O'Brien    | Piet Norval Kevin Ullyett            | 6–3, 6–4                  | Details |
| 13.                           | 22 augustus 1999 | ATP Indianapolis   | Hardcourt     | Paul Haarhuis   | Olivier Delaître Leander Paes        | 6–3, 6–4                  | Details |
| 14.                           | 12 maart 2000    | ATP Scottsdale     | Hardcourt     | Richey Reneberg | Patrick Galbraith David Macpherson   | 6–3, 7–5                  | Details |
| 15.                           | 19 maart 2000    | Indian Wells       | Hardcourt     | Alex O'Brien    | Paul Haarhuis Sandon Stolle          | 6-4, 7-6(5)               | Details |
| 16.                           | 20 augustus 2000 | ATP Washington     | Hardcourt     | Alex O'Brien    | Andre Agassi Sargis Sargsian         | 7–5, 6–1                  | Details |
| 17.                           | 11 maart 2001    | ATP Scottsdale     | Hardcourt     | Donald Johnson  | Marcelo Ríos Sjeng Schalken          | 7–6(3), 6–2               | Details |
| 18.                           | 29 april 2001    | ATP Barcelona      | Gravel        | Donald Johnson  | Tommy Robredo Fernando Vicente       | 7–6(2), 6–4               | Details |
| 19.                           | 6 mei 2001       | ATP Majorca        | Gravel        | Donald Johnson  | Feliciano López Francisco Roig       | 7–5, 6–3                  | Details |
| 20.                           | 24 juni 2001     | ATP Nottingham     | Gras          | Donald Johnson  | Paul Hanley Andrew Kratzmann         | 6–4, 6–2                  | Details |
| 21.                           | 7 juli 2001      | Wimbledon          | Gras          | Donald Johnson  | Jiří Novák David Rikl                | 6–4, 4–6, 6–3, 7–6(6)     | Details |
| 22.                           | 28 oktober 2001  | ATP Stockholm      | Hardcourt (i) | Donald Johnson  | Jonas Björkman Todd Woodbridge       | 6–3, 4–6, 6–3             | Details |
| 23.                           | 6 januari 2002   | ATP Doha           | Hardcourt     | Donald Johnson  | Jiří Novák David Rikl                | 6-3, 7-6(5)               | Details |
| 24.                           | 13 januari 2002  | ATP Sydney         | Hardcourt     | Donald Johnson  | Joshua Eagle Sandon Stolle           | 6–4, 6–4                  | Details |
| 25.                           | 27 oktober 2002  | ATP St. Petersburg | Hardcourt (i) | David Adams     | Irakli Labadze Marat Safin           | 7–6(8), 6–3               | Details |
| 26.                           | 15 februari 2004 | ATP Milaan         | Tapijt (i)    | Pavel Vízner    | Daniele Bracciali Giorgio Galimberti | 6–4, 6–4                  | Details |
| 27.                           | 3 oktober 2004   | ATP Shanghai       | Hardcourt     | Pavel Vízner    | Rick Leach Brian MacPhie             | 4–6, 7–6(4), 7–6(11)      | Details |
| 28.                           | 10 oktober 2004  | ATP Tokyo          | Hardcourt     | Pavel Vízner    | Jiří Novák Petr Pála                 | 5–1 opgave                | Details |
| Verloren finales heren dubbel |                  |                    |               |                 |                                      |                           |         |
| 1.                            | 10 mei 1992      | ATP Charlotte      | Gravel        | Bret Garnett    | Steve DeVries David Macpherson       | 6–4, 7–6                  | Details |
| 2.                            | 23 augustus 1992 | ATP New Haven      | Hardcourt     | Patrick McEnroe | Kelly Jones Rick Leach               | 7–6, 6–7, 6–2             | Details |
| 3.                            | 15 november 1992 | ATP Antwerp        | Tapijt (i)    | Patrick McEnroe | John Fitzgerald Anders Järryd        | 6–2, 6–2                  | Details |
| 4.                            | 2 mei 1993       | ATP Atlanta        | Gravel        | Todd Martin     | Paul Annacone Richey Reneberg        | 6–4, 7–6                  | Details |
| 5.                            | 9 mei 1993       | ATP Tampa          | Gravel        | Kelly Jones     | Todd Martin Derrick Rostagno         | 6–3, 6–4                  | Details |
| 6.                            | 13 februari 1994 | ATP Memphis        | Hardcourt (i) | Jim Grabb       | Byron Black Jonathan Stark           | 7–6, 6–4                  | Details |
| 7.                            | 20 februari 1994 | ATP Philadelphia   | Tapijt (i)    | Jim Grabb       | Jacco Eltingh Paul Haarhuis          | 6–3, 6–4                  | Details |
| 8.                            | 20 maart 1994    | ATP Miami          | Hardcourt     | Mark Knowles    | Jacco Eltingh Paul Haarhuis          | 7–6, 7–6                  | Details |
| 9.                            | 8 mei 1994       | ATP Pinehurst      | Gravel        | Richey Reneberg | Todd Woodbridge Mark Woodforde       | 6–2, 3–6, 6–3             | Details |
| 10.                           | 31 juli 1994     | ATP Toronto        | Hardcourt     | Patrick McEnroe | Byron Black Jonathan Stark           | 6–4, 6–4                  | Details |
| 11.                           | 9 oktober 1994   | ATP Toulouse       | Hardcourt (i) | Patrick McEnroe | Menno Oosting Daniel Vacek           | 7–6, 6–7, 6–3             | Details |
| 12.                           | 7 mei 1995       | ATP Atlanta        | Gravel        | Richey Reneberg | Sergio Casal Emilio Sánchez          | 6–7, 6–3, 7–6             | Details |
| 13.                           | 9 mei 1999       | ATP Hamburg        | Gravel        | Paul Haarhuis   | Wayne Arthurs Andrew Kratzmann       | 2–6, 7–6, 6–2             | Details |
| 14.                           | 13 juni 1999     | ATP Halle          | Gras          | Paul Haarhuis   | Jonas Björkman Patrick Rafter        | 6–3, 7–5                  | Details |
| 15.                           | 3 juli 1999      | Wimbledon          | Gras          | Paul Haarhuis   | Mahesh Bhupathi Leander Paes         | 6-7(10), 6-3, 6-4, 7-6(4) | Details |
| 16.                           | 7 november 1999  | ATP Parijs         | Tapijt (i)    | Paul Haarhuis   | Sébastien Lareau Alex O'Brien        | 7–6(7), 7–5               | Details |
| 17.                           | 9 januari 2000   | ATP Doha           | Hardcourt     | Alex O'Brien    | Mark Knowles Maks Mirni              | 3-6, 4-6                  | Details |
| 18.                           | 5 augustus 2001  | ATP Montreal       | Hardcourt     | Donald Johnson  | Jiří Novák David Rikl                | 4-6, 6-3, 3-6             | Details |
| 19.                           | 9 september 2001 | US Open            | Hardcourt     | Donald Johnson  | Wayne Black Kevin Ullyett            | 6-7(9), 6-2, 3-6          | Details |
| 20.                           | 31 maart 2002    | ATP Miami          | Hardcourt     | Donald Johnson  | Mark Knowles Daniel Nestor           | 3-6, 6-1, 1-6             | Details |
| 21.                           | 23 juni 2002     | ATP Nottingham     | Gras          | Donald Johnson  | Mike Bryan Mark Knowles              | 6–0, 6–7(3), 4–6          | Details |
| 22.                           | 4 mei 2003       | ATP München        | Gravel        | Joshua Eagle    | Wayne Black Kevin Ullyett            | 6–3, 7–5                  | Details |
| 23.                           | 22 juni 2002     | ATP Nottingham     | Gras          | Joshua Eagle    | Bob Bryan Mike Bryan                 | 7–6(3), 4–6, 7–6(4)       | Details |

## Prestatietabel
| Legenda | Legenda                          |
| ------- | -------------------------------- |
| g.t.    | geen toernooi gehouden           |
| l.c.    | lagere categorie                 |
| –       | niet deelgenomen                 |
| G       | uitgeschakeld in de groepsfase   |
| 1R      | uitgeschakeld in de eerste ronde |
| 2R      | uitgeschakeld in de tweede ronde |
| 3R      | uitgeschakeld in de derde ronde  |
| 4R      | uitgeschakeld in de vierde ronde |
| KF      | uitgeschakeld in de kwartfinale  |
| HF      | uitgeschakeld in de halve finale |
| F       | de finale verloren               |
| W       | het toernooi gewonnen            |
| w-v     | winst/verlies-balans             |

### Prestatietabel grand slam, enkelspel
| Toernooi        | 1988 | 1989 | 1991 | 1992 | 1993 | 1994 | 1995 | 1996 |
| --------------- | ---- | ---- | ---- | ---- | ---- | ---- | ---- | ---- |
| Australian Open | –    | –    | –    | 1R   | –    | 2R   | 1R   | –    |
| Roland Garros   | –    | –    | –    | –    | –    | 2R   | 2R   | 1R   |
| Wimbledon       | –    | –    | –    | –    | 2R   | 1R   | 3R   | 2R   |
| US Open         | 2R   | 2R   | 1R   | 2R   | 2R   | 1R   | 4R   | 2R   |

### Prestatietabel grand slam, dubbelspel
| Toernooi        | 1988 | 1989 | 1991 | 1992 | 1993 | 1994 | 1995 | 1996 | 1998 | 1999 | 2000 | 2001 | 2002 | 2003 | 2004 | 2005 |
| --------------- | ---- | ---- | ---- | ---- | ---- | ---- | ---- | ---- | ---- | ---- | ---- | ---- | ---- | ---- | ---- | ---- |
| Australian Open | –    | –    | –    | KF   | –    | 1R   | W    | –    | –    | 2R   | HF   | –    | HF   | KF   | 1R   | 1R   |
| Roland Garros   | –    | –    | –    | 2R   | 3R   | 1R   | 2R   | HF   | –    | 2R   | 1R   | 1R   | 2R   | 3R   | 2R   | 1R   |
| Wimbledon       | –    | –    | –    | 2R   | 1R   | –    | 3R   | 2R   | –    | F    | KF   | W    | HF   | 3R   | 3R   | 1R   |
| US Open         | 1R   | 1R   | 3R   | 1R   | 1R   | KF   | 1R   | 2R   | 1R   | 1R   | HF   | F    | KF   | 3R   | 3R   | 2R   |